# 洪妃羅
洪妃羅（韓語：홍비라，1996年9月14日—），另譯作洪菲拉，是一名韓國女演員。

## 演藝經歷
2017年在電影《Routine》首次亮相。2020年在電視劇《別放精神線》飾演倒霉千金大小姐的愛麗絲，搞笑演出讓人記憶深刻。

## 演出作品

### 電視劇
| 年份   | 電視台       | 劇名                 | 角色               |
| 2018年 | PLAYLIST     | 《戀愛酒吧》         | 劉佳英             |
| 2019年 | Lifetime     | 《花路22》           | 裴佳妍             |
| 2020年 | JTBC         | 《別放精神線》       | 愛麗絲             |
| 2022年 | SBS          | 《Again My Life》    | 金圭麗             |
| 2023年 | JTBC         | 《壞媽媽》           | 吳河英             |
| 2024年 | JTBC         | 《沒有秘密》         | 李惠妍（特别出演） |
| 2024年 | Coupang Play | 《凌晨兩點的灰姑娘》 | 金伊來             |
| 2025年 | Disney+      | 《血謎拼圖》         | 邊智允             |
| 2025年 | TVING        | 《親愛的X》          | 都室長             |

### 電影
| 年份   | 片名               | 角色   |
| 2017年 | 《Routine》        |        |
| 2018年 | 《不停車區間》     |        |
| 2018年 | 《SALON DE SEOUL》 | 智妍   |
| 2018年 | 《吸血鬼羅曼史》   | 黃真伊 |

## 外部連結
- 洪妃羅的Instagram帳戶
- 洪妃羅在NAVER上的资料
- 洪妃羅在韩国电影数据库（KMDb）上的資料（韓語）
- 洪妃羅在互联网电影资料库（IMDb）上的資料（英文）